# マルティン・ヨルゲンセン
ラルス・マルティン・ヨルゲンセン（Lars Martin Jørgensen デンマーク語発音: [ˈjɶɐ̯ˀnsn̩], 1975年10月6日 - ）は、デンマーク・オーフス出身の元同国代表サッカー選手、現サッカー指導者。現役時代のポジションはミッドフィールダー。
姓はイェルゲンセンとも表記されるが、イェアンスンといった表記がより原音に近い。弟は元サッカー選手のマッズ・ヨルゲンセン。

## クラブ経歴
1993年にプロデビュー。1996年にはU-21デンマーク最優秀選手に選ばれ、翌1997年にイタリア、ウディネーゼ・カルチョへの移籍が実現。怪我に悩まされたが、1998年にはフル代表にもデビューした。
2004年、大型補強を推し進めていたACFフィオレンティーナに加入。同クラブでは主に左右サイドハーフとして出場した。
2008年、引退後にフィオレンティーナのフロント入りをする契約を交わした。チェーザレ・プランデッリ監督やスポーツディレクターであるパンタレオ・コルヴィーノからは「若手の見本となるような選手」と評されており、その姿勢が認められた形となった。
2010年2月1日に、自身の出身地であり古巣であるオーフスGFに完全移籍する。本人は2010 FIFAワールドカップの代表に選出されるために出場機会を増やしたいと語っていた。
2014年11月11日、シーズン終了を以て現役引退することを表明した。

## 代表経歴
1998年のスコットランド戦で代表デビューを果たした。1998 FIFAワールドカップではブラジル戦で得点を挙げるなど、デンマークの全5試合に出場したが、その後はケガにより出場機会を得られなかった。しかしながら2002 FIFAワールドカップ予選チェコ戦で復帰しこの試合でアシストを挙げ、本大会に出場、グループリーグ初戦のウルグアイ戦でゴールを決めるなど、グループリーグの3試合に出場した。EURO2004にも出場している。
2010 FIFAワールドカップのメンバーにも選ばれ、レギュラーとしてグループリーグの3試合に出場した。

### 指導歴
2014年よりオーフスGFのアシスタントコーチを兼任。現役引退後の翌年1月からはオーフスのU-15で指揮を執った。
その1か月後にはデンマーク代表のアシスタントコーチに就任。2016年に同職を退任した。

## 人物
現役引退後は古巣オーフスGFにおいてクラブバスのドライバーを務めている。
2018年6月には、サッカーの観戦ツアーを主とした旅行代理店を立ち上げている。

## 代表歴

### 出場大会
- デンマーク代表
  - 1998 FIFAワールドカップ
  - 2002 FIFAワールドカップ
  - 2010 FIFAワールドカップ

### 試合数
- 国際Aマッチ 102試合 12得点（1998年-2011年）[7]

| デンマーク代表 | 国際Aマッチ | 国際Aマッチ |
| 年             | 出場        | 得点        |
| -------------- | ----------- | ----------- |
| 1998           | 12          | 1           |
| 1999           | 10          | 2           |
| 2000           | 3           | 0           |
| 2001           | 6           | 1           |
| 2002           | 6           | 0           |
| 2003           | 9           | 3           |
| 2004           | 12          | 3           |
| 2005           | 10          | 1           |
| 2006           | 8           | 1           |
| 2007           | 6           | 0           |
| 2008           | 3           | 0           |
| 2009           | 8           | 0           |
| 2010           | 7           | 0           |
| 2011           | 2           | 0           |
| 通算           | 102         | 12          |

## タイトル

### クラブ
オーフス
- DBUポカレン : 1995-96

### 個人
- U-21デンマーク年間最優秀選手 : 1996